# میرزاده عشقی
میرزاده عشقی (۲۰ آذر ۱۲۷۳ – ۱۲ تیر ۱۳۰۳) شاعر، روزنامه‌نگار، نویسنده و نمایشنامه‌نویس ایرانی دوره مشروطیت و مدیر نشریه قرن بیستم بود که در دوره نخست‌وزیری رضا خان ترور گشت. وی از جمله مهم‌ترین شاعران عصر مشروطه به‌شمار می‌رود که از عنصر هویت ملی در جهت ایجاد انگیزه و آگاهی در توده مردم بهره می‌گرفت. او را خالق اولین اپرای ایرانی می‌دانند.

## زندگی
میرزاده عشقی با نام اصلی سیّد محمّدرضا کردستانی در آذرماه ۱۲۷۳ خورشیدی (برابر با ۱۲ جمادی‌الثانی ۱۳۱۲ قمری و ۱۱ دسامبر ۱۸۹۴ میلادی) در شهر همدان زاده شد. او فرزند سیدابوالقاسم کردستانی از خانواده‌ای کردتبار اهل سنندج بود. او همچنین دایی ناصر یمین مردوخی کردستانی بود. سال‌های کودکی خود را در مکتب‌خانه‌های «قروه» و از سن هفت سالگی به بعد در آموزشگاه‌های «الفت» و «آلیانس» همدان به دو زبان فارسی و فرانسوی تحصیل داشت و پیش از آنکه گواهی‌نامه از این مدرسه دریافت کند، در تجارتخانه یک بازرگان فرانسوی به شغل مترجمی پرداخته و به زبان فرانسوی به‌طور کامل مسلط شد.
دوره تحصیل وی تا سن هفده سالگی بیشتر طول نکشید. در نوجوانی و آغاز سن ۱۵ سالگی به اصفهان و سپس برای اتمام تحصیلات به تهران رفت. بیش از سه ماه نگذشت که به همدان بازگشت و چهار ماه بعد از آن با پافشاری پدرش برای تحصیل عازم پایتخت شد؛ اما عشقی از تهران به رشت و بندر انزلی رهسپار و از آنجا به مرکز بازآمد. هنگامی که در همدان به سر می‌برد اوایل جنگ جهانی اول و به عبارت دیگر دوره کشمکش سیاست متفقین و دول متحده بود. عشقی به هواخواهی از عثمانی‌ها پرداخت و زمانی که چند هزار تن مهاجر ایرانی در عبور از غرب ایران به سوی استانبول می‌رفتند او هم به آن‌ها پیوست و همراه مهاجرین به آنجا رفت.

### اقامت در استانبول

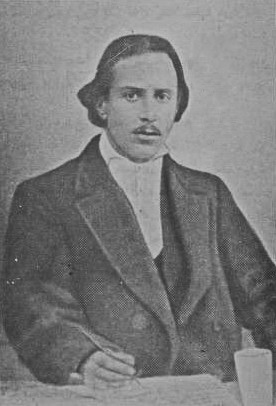
نگاره‌ای از میرزاده عشقی در جوانی

عشقی در چند سالی که در استانبول بود، در شعبه علوم اجتماعی و فلسفه دارالفنون باب عالی جزء مستمعین آزاد حضور می‌یافت. پیش از این سفر هم یک بار به همراهی آلمانی‌ها به بیجار و کردستان رفته بود. اپرای رستاخیز شهریاران ایران را عشقی در استانبول نوشت. این منظومه اثر مشاهدات او از ویرانه‌های طاق کسری در مدائن هنگام عبور از بغداد و موصل به استانبول بوده‌است. در کتاب میرزاده عشقی نوشته سولماز نراقی برای اولین بار نت‌های این اپرا منتشر شده‌است.
در سال ۱۳۳۳ق روزنامه عشقی را در همدان انتشار داد. نوروزی‌نامه را نیز در سال ۱۳۳۶ق پانزده روز پیش از رسیدن فصل بهار در استانبول سرود. عشقی از استانبول به همدان رفت و باز به تهران شتافت. او چند سال آخر عمرش را در تهران به سر برد و نمایشنامه کفن سیاه را در باب روزگار زنان و حجاب آنان با مسمط نوشت. در واقع این اثر با ثمرش، تاریخچهٔ تز انقلاب مشروطیت و دوره‌ای است که شاعر در آن می‌زیست. عشقی گهگاه در روزنامه‌ها و مجله‌ها اشعار و مقاله‌هایی منتشر می‌ساخت که بیشتر جنبهٔ ملی و اجتماعی داشت. چندی هم شخصاً روزنامه قرن بیستم را با قطع بزرگ در چهار صفحه منتشر می‌کرد که امتیازش به خود او تعلق داشت لیکن بیش از ۱۷ شماره انتشار نیافت.
عشقی پس از بازگشت، در صف مخالفان جدی سردار سپه درآمد.

### شعر و ادبیات
میرزاده عشقی از جمله پیشگامان شعر نو شناخته‌می‌شود و از نخستین ادبای معاصر ایران است که به مقوله شعر نو توجه نمود و پیش از نیما یوشیج، اشعاری به سبک نو سرود. جالب توجه است که نخستین آثار نیما یوشیج برای نخستین‌بار در روزنامه قرن بیستم میرزاده عشقی چاپ شد.
عشقی یکی از شاعران با ذوق، خوش قریحه و حقیقت بین بود و در شعر سبک نوینی به وجود آورد. او را موجد سبک نئوکلاسیسیسم می‌دانند. از کار‌های بزرگ عشقی در شعر، اینست که دو یا چند وزن شعری را به هم آمیخته و حال و احساسات طبیعی و جان‌دار را به هم گره زده است. او به بسیاری از قید‌های قافیه‌آرایی قدیمی پشت پا زده، اصطلاحات جدید را در اشعارش به کار برده و شالوده‌ای تازه در شعر فارسی بنیان نهاده است. هرچند اشعارش، فراز و نشیب بسیار دارد و از لغزش‌های ادبی و لفظی خالی نیست، اما این لغزش‌ها از ارزش اشعار او نمی‌کاهد. صفت بارز سبک او کوشش در پروراندن موضوعات بدیع و تازه با حفظ موازین شعر فارسی است. شاید اشعار عشقی به علت عمر کوتاه شاعری‌اش هیچ‌گاه مجال پخته شدن پیدا نکردند، اما صراحت لهجه، نکته‌بینی و تحلیل بسیار فنی او در مورد تحولات سیاسی و اجتماعی دوره خودش بسیار مشهود است. زبان اشعار عشقی به زبان شفاهی عامه مردم نزدیک است و گاه برای بیان صحنه‌های پرشور و مهیج به اندازه کافی رسا نیست.

### روزنامه‌نگاری

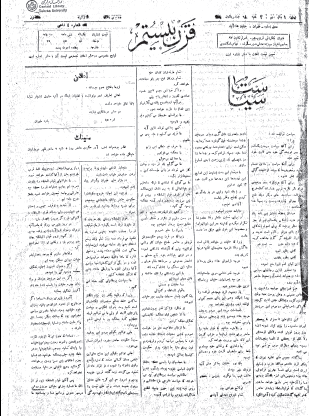
صفحه اول شماره نخست سال دوم روزنامه قرن بیستم

میرزاده عشقی با درگرفتن جنگ جهانی اول در سال ۱۹۱۴ میلادی (۱۲۹۳ خورشیدی) و زمانی که بیست سال داشت، با تشویق یکی از بستگان خود محمد مردوخ کردستانی در همدان روزنامه‌ای با نام نامهٔ عشقی را به راه انداخت. شماره‌های اول و سوم این روزنامه به تاریخ‌های ۱۸ ذیقعده ۱۳۳۳ق و ۲۷ محرم ۱۳۳۴ق (۱۲۹۳ خورشیدی) خبر می‌دهند. روزنامه قرن بیستم که شماره‌های آن در سه سال و اندی به زحمت از بیست گذشت، بسیار نامنظم انتشار می‌یافت، خواننده چندانی نداشت و اگر فرضاً شهرتی هم داشت، مدیون نام خود عشقی بود. به گفتهٔ عشقی روزنامه قرن بیستم در زمان انتشارش تنها دو مشترک داشت.

### حقوق زنان

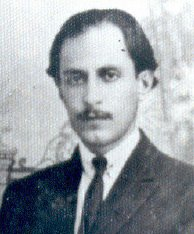

میرزاده عشقی همچنین از جمله نخستین و برجسته‌ترین روشنفکران کرد عصر مشروطه به‌شمار می‌رود که مدافع حقوق زنان بود و از آزادی زنان و حضور آنان در جامعه دفاع می‌کرد. از جمله می‌توان به ارتباط میرزاده با انجمن نسوان وطنخواه و زنان آزادی‌خواهی همچون قمرالملوک وزیری اشاره کرد. برای مثال، به نوشته الیز ساناساریان در کتاب جنبش حقوق زنان در ایران، انجمن نسوان وطنخواه در اردیبهشت سال ۱۳۰۳، با کمک میرزاده عشقی تئاتری با مضمون دفاع از آزادی و رهایی زنان در پارک اتابک اجرا کرد.
زبیده جهانگیری، دختر خوانده قمرالملوک وزیری، در کتاب خود با عنوان قمری که خورشید شد می‌نویسد: قمر به تشویق و دلگرمی‌های میرزاده عشقی و عارف قزوینی، در اجرای کنسرت‌های موسیقی‌اش در لاله زار مصمم می‌گردید و در برابر تهدیدهای مخالفان خود، از حمایت و پشتیبانی آن‌ها برخوردار بود. چند شبی قبل از کنسرت معروف گراند هتل، نامه تهدید‌آمیز برایش فرستاده بودند. نزدیکانش نیز به او هشدار داده بودند؛ ولی قمر توجه نمی‌کرد. هروقت بیم آن می‌رفت که منصرف شود، دیداری با عشقی یا عارف تردیدش را برطرف می‌ساخت.
میرزاده عشقی با بسیاری از روشنفکران، هنرمندان و ادبای زمان خود از جمله حسین بهزاد، نیما یوشیج و محمدتقی بهار روابط نزدیک و صمیمانه‌ای داشت.

### مخالفت با رضا خان
میرزاده عشقی در ابتدا با محمدتقی بهار و سید حسن مدرس (از نمایندگان فراکسیون اقلیت در مجلس چهارم) مخالف بود و مطالب و اشعار تندی علیه آن دو نوشت؛ اما در جریان غائله جمهوریت که از دی ماه سال ۱۳۰۲ شروع شد، در پی مخالفت با رضا خان و جمهوری، با بهار و مدرس که آنان نیز از مخالفان وی و جمهوریت بودند، دست دوستی و اتحاد داد. پس از ترور عشقی، بهار طی نطق پیش از دستور خود در مجلس، به شدت به دولت وقت به واسطه تعلل در دستگیری عاملان ترور عشقی حمله کرد و خواهان مجازات آنان شد. همچنین، سید حسن مدرس، رهبر فراکسیون اقلیت مجلس، تدارک مفصلی برای تشییع جنازه میرزاده عشقی داد و مجلس ختمی برای وی در مسجد سپهسالار برگزار نمود.

## ترور عشقی

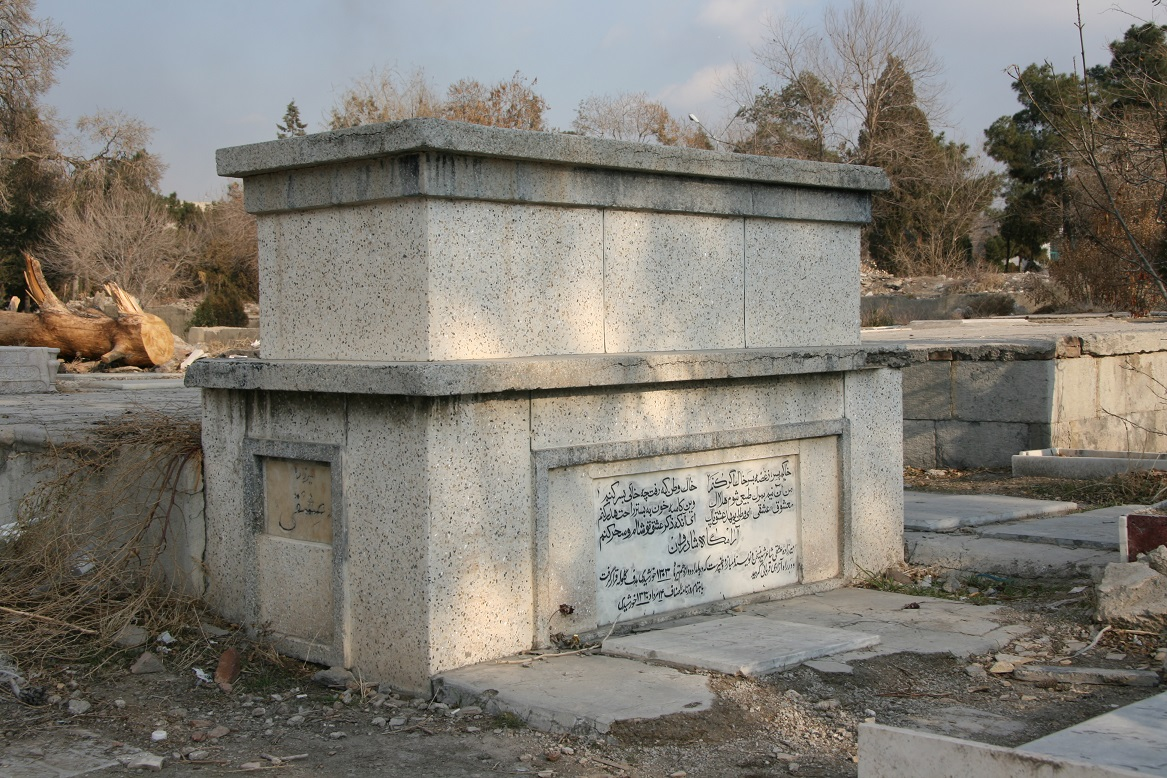
آرامگاه میرزاده عشقی در گورستان ابن بابویه، شهر ری

عشقی، زبانی آتشین و نیش‌دار داشت. در آغاز زمزمهٔ جمهوریت، عشقی دوباره روزنامه قرن بیستم را با قطع کوچک در هشت صفحه منتشر کرد که یک شماره بیشتر انتشار نیافت و بر اثر مخالفت، روزنامه‌اش توقیف شد و خود شاعر نیز در خانه مسکونی‌اش جنب دروازه دولت، سه راه سپهسالار، کوچه قطب‌الدوله هدف گلوله قرار گرفت. دو روز پیش از آن یکی از دوستانش (میر محسن خان) به‌طور اتفاقی، در اتاق محرمانه اداره تامینات خبر «عشقی، محرمانه کشته شود» را شنیده بود.
بامداد روز پنجشنبه دوازدهم تیر ماه ۱۳۰۳، ساعت دو سه شب بود که دو نفر ناشناس پیرامون خانهٔ عشقی کشیک می‌کشیدند. عشقی به توصیه دوستانش از خانه بیرون نمی‌رفت و کسی را هم نزد خود نمی‌پذیرفت. تمام شب پنجشنبه دوازدهم تیر ماه ۱۳۰۳ را عشقی ناراحت به سر برده بود. صبح آن شب عشقی، خسته، لب حوض دست‌هایش را می‌شست. پسرعموی او که از چندی پیش مراقب او بود بیرون رفته بود. کلفت خانه هم برای خرید رفته بود و در خانه را باز گذاشته بود. در حیاط باز شد و سه نفر بدون اجازه وارد خانه عشقی شدند، عشقی از آن‌ها پرسید که چه کار دارند؟ آن‌ها جواب دادند که شب گذشته، شکایتی از سردار اکرم همدانی به منزل او داده‌اند که عشقی آن را به چاپ برساند و اکنون برای گرفتن جواب عریضه آمده‌اند. عشقی خندان تعارف کرده و می‌خواست برای پذیرایی آن‌ها را به اتاق ببرد و درحالی که با یکی از آنان صحبت کنان جلو می‌رفت، یکی از دو نفر، از عقب تیری به سوی او خالی کرد و بی‌درنگ هر سه نفر فرار کردند. عشقی فریاد کشید و خود را به کوچه رسانید. در آنجا از شدت درد به جوی آب افتاد. همسایه‌ها به صدای تیر و فریاد عشقی جوان، سراسیمه از خانه بیرون ریختند و «محمد هرسینی» نوکر مخبرالدوله قاتل را دستگیر نمود. اسم قاتل «ابوالقاسم بهمن» و از مهاجرین قفقاز بود.
عشقی را به بیمارستان شهربانی بردند. در تخت‌خوابی افتاده و لحافی رویش کشیده شده بود. رنگش به کلی پریده بود و عرق مرگ بر صورتش نشسته بود. تنش سرد شده و از سرما به خود می‌پیچید. به دلیل درد ناله می‌کرد و داد می‌زد که یا مرا از اینجا بیرون ببرید یا یک گلوله دیگر به من بزنید و آسوده‌ام بکنید. گلولهٔ سربی از طرف چپ زیر قلبش گیر کرده بود و خون زیادی می‌آمد. بعد از چهار ساعت درد، عشقی بر اثر عوارض ناشی از این زخم در سن ۲۹ سالگی درگذشت. پیراهن خونینش را روی جنازه‌اش گذاشته و تابوت را به مسجد سپهسالار بردند. صبح روز بعد تمام تهران عزادار بود. دانشمندان، دانش آموزان، کاسب کارها واهالی محل طوق و علم بلند کرده و جنازهٔ شاعر جوان را درحالی که پیراهن خونین او روی تابوت بود برداشته و حرکت کردند. هر کس جنازه را می‌دید می‌گریست و می‌گفت: تهران چنین سوگواری را یک بار دیگر نخواهد دید. نمایندگان حزب اقلیت مجلس و مخالفان نخست‌وزیری رضا خان به سرعت ترحیم عشقی را به جایی برای اعتراض عمومی علیه موج به قدرت رسیدن او تبدیل کردند.

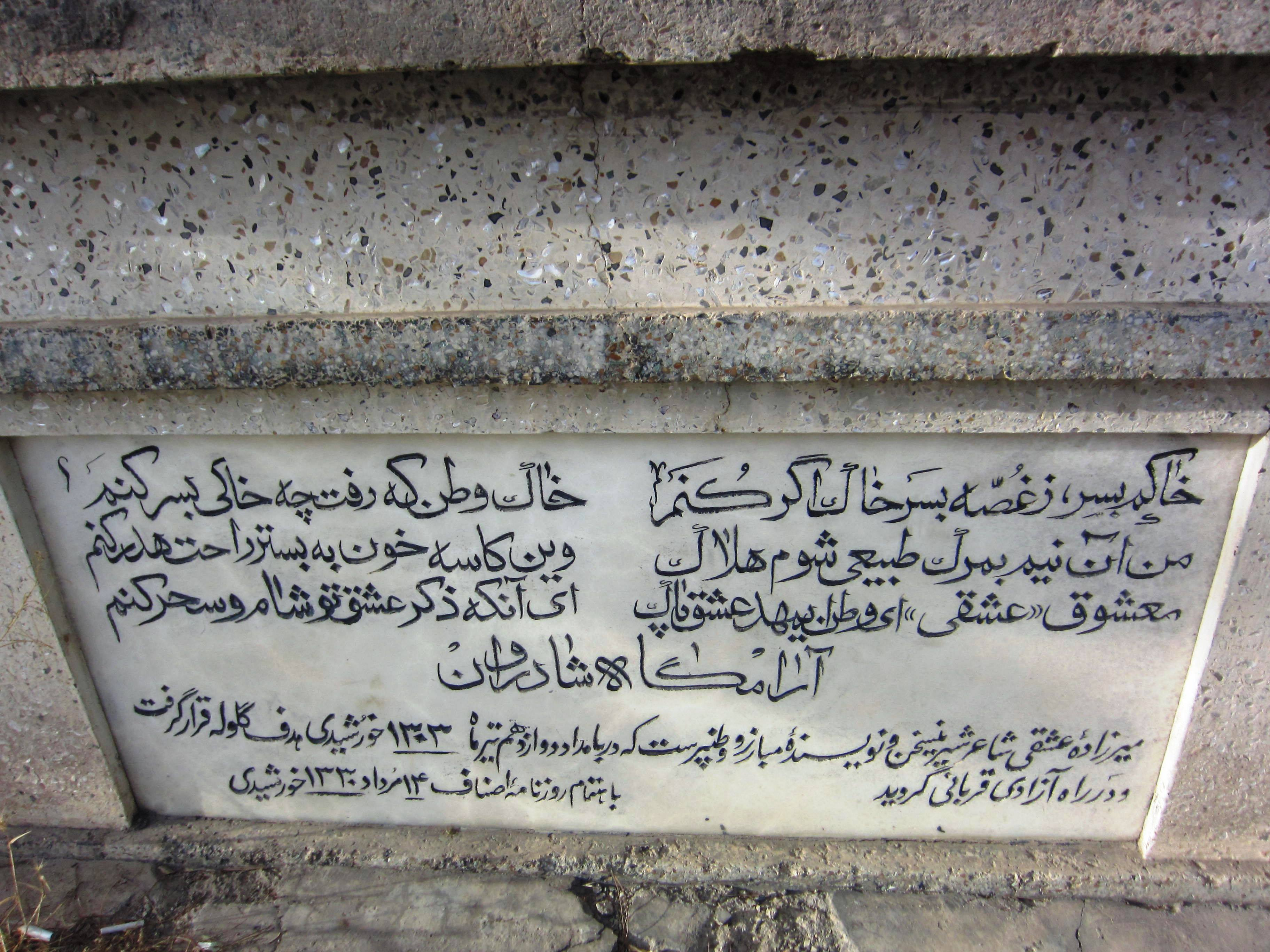
متن آرامگاه میرزاده عشقی

مزار او در گورستان ابن بابویه و در گوشه‌ای متروک (در نزدیکی مزار فیروز فیروز) قرار دارد. این شعر معروف بر کنار سنگ قبر وی حک شده‌است:
| خاکم به سر، ز غصه به سر خاک اگر کنم |  | خاک وطن که رفت، چه خاکی به سر کنم؟ |
| من آن نیم به مرگ طبیعی شوم هلاک     |  | وین کاسه خون به بستر راحت هدر کنم  |
| معشوق عشقی ای وطن ای مهد عشق پاک    |  | ای آن که ذکر عشق تو شام و سحر کنم  |

دو سال پس از قتل عشقی، دیوان عالی تمیز رأی بر برائت قاتل او ابوالقاسم بهمن داد. 

## آثار

### نمایشنامه
- داستان بیچاره زاده، جمشید ناکام (۱۲۹۳)
- کفن سیا (۱۲۹۴)
- اپرای رستاخیز شهریاران ایران (۱۲۹۴)
- حلوا الفقرا (۱۳۰۰)
- بچه گدا و دکتر نیکوکار (۱۳۰۰)
- تئاتر درموضوع میتینگ (۱۳۰۱)
- سه تابلوی مریم (۱۳۰۲)[۱۸]

اشعار وی یک بار در سال ۱۳۰۸ به کوشش علی سلیمی در مطبعه شفق به چاپ رسید، ولی بعدها نسخه کامل آثار وی تحت نام «کلیات مصور عشقی» همراه با شرح‌ها و نقد و نظر دیگران دربارهٔ عشقی، به همت علی اکبر مشیر سلیمی توسط انتشارات امیرکبیر منتشر شد که بیشتر نسخه‌های افست موجود در بازار از همین نسخه است.

## نمونه اشعار
از کار‌های بزرگ میزاده عشقی در شعر، این است که دو یا چند وزن شعری را به هم آمیخته و حال و احساسات طبیعی و جان‌دار را به هم گره زده است. او به بسیاری از قید‌های قافیه‌آرایی قدیمی پشت پا زده، اصطلاحات جدید را در اشعارش به کار برده و شالوده‌ای تازه در شعر فارسی بنیان نهاده است. عشقی در اشعار خود همواره برای عناصر ملی‌گرایی و وطن‌پرستی تأکید دارد و تلاش می‌کند از آن طریق به خوانندگان اشعارش آگاهی دهد. برای نمونه:
| امان از خویش را بیگانه دیدن |  | خود اندر خانه بیگانه دیدن |
| سپس بیگانه بی‌خانمان را      |  | بجای خویش صاحب‌خانه دیدن   |

اشعار «چه معامله باید کرد؟» و مستزاد «مجلس چهارم» که در توصیف نمایندگان دوره چهارم مجلس شورای ملی سروده شدند، از تندترین و مشهور‌ترین اشعار عشقی هستند. ازجمله مستزاد مجلس چهارم که با ۱۱۸ بیت یکی از طویل‌ترین اشعار وی است. بخشی از مستزاد مجلس چهارم: 
| این مجلس چارم به خدا ننگ بشر بود        |  | دیدی چه خبر بود؟   |
| هر کار که کردند، ضرر روی ضرر بود        |  | دیدی چه خبر بود؟   |
| این مجلسِ چارم، خودمانیم، ثمر داشت؟      |  | والله ضرر داشت!    |
| صد شکر که عمرش چو زمانه به گذر بود      |  | دیدی چه خبر بود؟   |
| دیگ وکلا جوش زد و کف شد و سر رفت        |  | بادِ همه در رفت     |
| دِه مژده که عمر وکلا عمر سفر بود         |  | دیدی چه خبر بود؟   |
| دیگر نکند هو نزند جفته مدرس             |  | در ساحت مجلس       |
| بگذشت دگر مدتی ار محشر خر بود           |  | دیدی چه خبر بود؟   |
| دیگر نزند با قر و قنبیله معلق           |  | یعقوب جعلق         |
| یعقوب خر بارکش این دو نفر بود           |  | دیدی چه خبر بود؟   |
| سرمایه بدبختی ایران دو قوام است         |  | این سکه به نام است |
| یک ملتی از این دو نفر خون به جگر بود    |  | دیدی چه خبر بود؟   |
| آن کس که قوام است و به دولت همه‌کاره است |  | از بس که بُوَد پست   |
| در بی شرفی، عبرت تاریخ سیر بود          |  | دیدی چه خبر بود؟   |

پاره‌ای از اشعار و گفتار‌های میرزاده عشقی در ویکی‌گفتاورد وی موجود می‌باشد.

## آثار دربارهٔ او
تله فیلم «مرگ یک شاعر»، به کارگردانی حسن هدایت بر اساس زندگی میرزاده عشقی ساخته‌شده‌است؛ این فیلم روز ۲۵ بهمن سال ۱۳۹۲ و ۲۸ مرداد ۱۳۹۵، از سیمای جمهوری اسلامی پخش شد.
رضا جولایی در کتاب ماه غمگین ماه سرخ با ترکیب واقعیت و خیال واپسین روزهای زندگی میرزاده عشقی را به تصویر کشیده‌است. محمد قائد نیز در کتاب عشقی، سیمای نجیب یک آنارشیست زندگی این هنرمند را از ابعاد مختلف بررسی کرده‌است.